# Numero 9
Numero 9 è un album in studio del rapper italiano Ntò e del gruppo musicale italiano Stirpe Nova, pubblicato il 12 maggio 2014 dalla NoMusic.

## Descrizione
Il brano Nuje vulimme 'na speranza fa parte della colonna sonora della serie televisiva Gomorra - La serie. Altre tracce di questo disco che fanno parte della colonna sonora di Gomorra sono Numero 9, 'O carusiello (Cunte 'sti sorde), Vita violenta (Ghetto 9ella) e Chi trase, chi jesce 2014.

## Tracce
1. Numero 9 (feat. Palù)
2. 'O carusiello (Cunte 'sti sorde) (feat. Palù)
3. Essa nun tene problemi (feat. Gué Pequeno e Palù)
4. Niente 'e nuovo (Tu sì semp 'a mij) (feat. Palù e Fabio Villani)
5. Nun tengo problemi (feat. Palù)
6. Pront'?!
7. Mummie (Palù)
8. Lontano (Palù)
9. Vita violenta (Ghetto 9ella) (feat. Palù)
10. Chi trase, chi jesce 2014 (feat. Speaker Cenzou e El Koyote)
11. Nuje vulimme 'na speranza (feat. Lucariello)
12. Campo pe' nun murì (feat. Valerio Jovine, Palù, Peppe Soks, Christian Revo, 420, Priore, Simone Marsicano, 'O Reppat)

## Formazione
- Ntò – voce
- Palù – voce aggiuntiva (tracce 1-5, 9 e 12), voce (tracce 7 e 8)
- Gué Pequeno – voce aggiuntiva (traccia 3)
- Fabio Villani – voce aggiuntiva (traccia 4)
- Speaker Cenzou – voce aggiuntiva (traccia 10)
- El Koyote – voce aggiuntiva (traccia 10)
- Lucariello – voce aggiuntiva (traccia 11)
- Valerio Jovine – voce aggiuntiva (traccia 12)
- Peppe Soks – voce aggiuntiva (traccia 12)
- Christian Revo - voce aggiuntiva (traccia 12)
- 420 - voce aggiuntiva (traccia 12)
- Priore - voce aggiuntiva (traccia 12)
- Simone Marsicano - voce aggiuntiva (traccia 12)
- 'O Reppat - voce aggiuntiva (traccia 12)
- Michele Sbam - registrazione, missaggio
- Gianni "Blob" Roma - mastering
- Andy Kolas e Lola De Simone - vocalist

## Classifiche
| Classifica (2014) | Posizione massima |
| ----------------- | ----------------- |
| Italia            | 24                |